# Memra
Memra (aram. מאמרא "riječ", "govor") je riječ koja u židovskoj književnosti na aramejskom jeziku označava Božju riječ, a koristi se u Targumima, aramejskim prijevodima i tumačenjima Svetog pisma, umjesto imena Božjeg imena Jahve. U grčkom se taj pojam često označuje izrazom "logos" (grč. λόγος).